# Entre Picos
Entre Picos es una localidad caboverdiana del municipio de Santa Catarina.

## Geografía
La localidad está situada en la isla de Santiago.

## Organización territorial
La localidad abarca los lugares y barrios de:
- Castelo
- Chã Baixo
- Covão Portal
- Entre Picos